# Назарова Олександра Євгенівна
Олексáндра Євгéнівна Назáрова (нар. 30 листопада 1996, Харків, Україна) — українська фігуристка, що виступає у спортивних танцях на льоду в парі з Максимом Нікітіним. Майстриня спорту України міжнародного класу.
Шестиразова чемпіонка України з фігурного катання у танцях на льоду (2015, 2017, 2018, 2019, 2020, 2021). Срібна призерка зимових юнацьких Олімпійських ігор 2012 в Інсбруці, Австрія. Бронзова призерка юніорського чемпіонату світу з фігурного катання 2015 в Таллінні, Естонія. Чемпіонка зимової Універсіади 2017 в Алмати, Казахстан.
Учасниця зимових Олімпійських ігор 2018 у Пхьончхані, Південна Корея, разом з Максимом Нікітіним.
Станом на 12 листопада 2021 року пара посідає 25-те місце в рейтингу Міжнародного союзу ковзанярів (ISU).

## Біографія
Олександра Назарова народилася 30 листопада 1996 року в Харкові.
2014 року розпочала навчання у Харківській державній академії фізичної культури.

## Спортивна кар'єра
Із 7 років займалася спортивною гімнастикою, потім 2004 року перейшла до секції фігурного катання, коли їй було 8 років .
На початку кар'єри Назарова займалася жіночим одиночним фігурним катанням.
У 2004 році вона перейшла у спортивні танці на льоду та почала тренуватися у заслуженого тренера України Галини Чурілової, яка поставила її в пару з Максимом Нікітіним.

### Серед юніорів
Спортсмени дебютували на рівні novice у сезоні 2007–2008 на чемпіонаті України серед юніорів, який відбувався 7—8 грудня 2007 року в Києві. З результатом 49,57 балів вони посіли 2 місце.

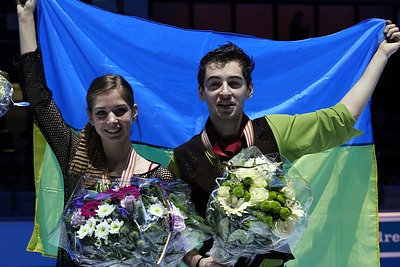
Олександра Назарова та Максим Нікітін на церемонії нагородження на Чемпіонаті світу серед юніорів у 2015 році

Перший виступ на міжнародному рівні відбувся на етапі Гран-прі серед юніорів у Австрії, який проходив 15—18 вересня 2010 року. З результатом 92,85 балів (36,93 після короткої програми та 55.92 після довільної) вони посіли 11 місце.
Головними досягненнями пари на юнацькому рівні була срібна нагорода на перших юнацьких Олімпійських іграх, що відбулися в 2012 році в Інсбруку та бронза на чемпіонаті світу серед юніорів у 2015 році в Таллінні, Естонія.
|                                                                | Юнацькі Олімпійські ігри стали початком нашого шляху у великому спорті. В Інсбруку ми вперше відчули, що таке серйозні змагання. А срібна нагорода, яку ми там здобули, дала важливий поштовх для нашої подальшої спортивної кар'єри, |
| — розповіла Олександра Назарова про свої враження від змагань. | |

У кінці сезону 2012–2013 року, після турніру в Мілані, Галина Чурілова запропонувала парі для подальшого спортивного розвитку перейти під керівництво російських тренерів Олександра Жуліна та Олега Волкова.

### Сезон 2014—2015
У сезоні 2014–2015 спортсмени дебютували на дорослому рівні. Пара вперше стала чемпіонами України.
Першим міжнародним турніром став кубок Варшави, який відбувся 20—23 листопада 2014 року. Українські спортсмени стали в підсумку другими.
У грудні брали участь у міжнародному турнірі в Загребі та посіли 4 місце. В короткій програмі і в довільному танці Назарова та Нікітін встановили свої нові рекорди — 58.20 бала за коротку та 90.28 бала за довільну програму.
Свій перший чемпіонат Європи вони завершили одинадцятими, а чемпіонат світу — сімнадцятими.

### Сезон 2015—2016
22—25 жовтня 2015 у Мілвокі, США відбувся їх перший вистп на етапі Гран-прі серед дорослих — Skate America. З сумою балів 135,60 пара посіла 7 місце.

### Сезон 2016—2017
Перед початком сезону 2016–2017 вони завершили роботу з Олександром Жуліним та перейшли під керівництво російського тренера Ігоря Шпільбанда. Тренер працює та проживає в місті Новині (штат Мічиган) та відомий своєю співпрацею з багаторазовими призерами чемпіонатів світу американським танцювальним дуетом Медісон Чок і Еваном Бейтсом. Переїхали тренуватися до США.
На чемпіонаті України 2016 року здобули чемпіонство після року перерви.
На чемпіонаті Європи 2017 року пара встановила особистий рекорд в оригінальній програмі, довільній програмі та сумі загалом, завершивши змагання на 9 місці. Через тиждень пара стала чемпіонами зимової Універсіади 2017 року.
2 лютого 2017 року, після перемоги на Всесвітній зимовій Універсіаді-2017, Олександра та її партнер брали участь у ранковому шоу телеканалу 1+1 «Сніданок з 1+1».

### Сезон 2017—2018
У 2018 році Назарова та Нікітін взяли участь у зимових Олімпійських іграх 2018 у Пхьончхані. За ритм-танець вони отримали 57.97 бали та посіли 21 місце, що не дозволило парі продовжити виступ у довільній програмі (за правилами змагань далі проходять лише 20 перших місць). У березні того ж року вони виступали в Мілані на Чемпіонаті світу, де фінішували на 15 місці.

### Сезон 2018—2019
На Чемпіонатах світу в 2019 та 2021 роках вони посідали 20-ті місця.

### Сезон 2019—2020
Через спалах Covid-19 чемпіонат Європи було скасовано.
Задля безпеки й уникнення поширення вірусу уряд Квебеку скасував головні змагання року, на які мала поїхати пара, — чемпіонат світу в Монреалі, який був запланований на 18—22 березня 2020 року.

### Сезон 2020—2021
6 листопада 2020 року Олександра Назарова та Максим Нікітін взяли участь у всеукраїнському Олімпійському уроці «#BeActive», який було організовано Національним олімпійським комітетом України.
У 2021 році на чемпіонаті світу в Стокгольмі вони посіли 20-те місця та здобули для України 1 квоту на Зимові Олімпійські ігри 2022 у Пекіні.

### Сезон 2021—2022

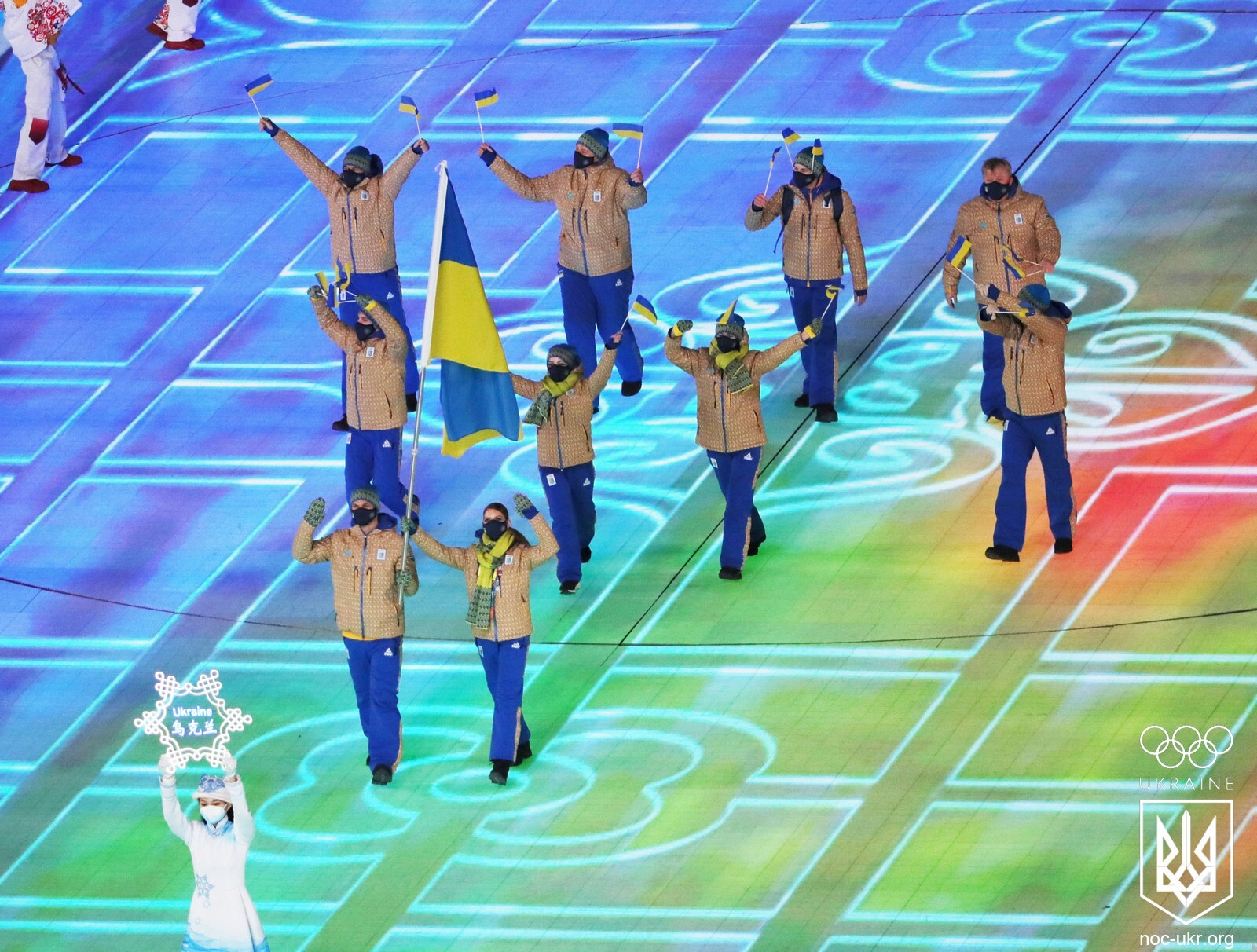
Олександр Абраменко та Олександра Назарова несуть прапор України на церемонії відкриття Олімпійських ігор

30 жовтня 2020 року на телеканалі Суспільне Харків вийшов випуск про підготовку фігуристів до змагань у олімпійський сезон на харківській льодовій арені.
У грудні 2021 року Олександра та Максим виграли свій шостий чемпіонат України та увійшли до складу учасників від України на чемпіонат Європи у Талінні. Завдяки цій перемозі вони повторили рекорд Ірини Романової та Ігоря Ярошенка за кількістю титулів чемпіонів України в танцях на льоду.
4 лютого розпочалися змагання на Олімпійських іграх у Пекіні. Дует Назарова/Нікітін виступили з ритмічним танцем у командних змаганнях. З результатом 64,08 вони посіли 9-те місце з 10-ти пар-учасниць, здобувши для збірній України 2 бали. Цього дня також відбулася урочиста церемонія відкриття Олімпійських ігор, де Олександра разом із фристайлітом Олександром Абраменком була пропороносцем збірної України.
24 лютого 2022 року вторгнення росії в Україну зустріли в рідному Харкові. Після потрапляння снаряду в сусідній будинок на третій день війни Олександра з мамою з Харкова виїхала до Польщі, Максим залишався в Харкові. В останній момент вирішили взяти участь в чемпіонаті світу, щоб розповісти світу правду про події в Україні та рідному Харкові. В ритмічному танці змінили музику на композиції Джамали "1944" та народну пісню у виконанні Андрія Хливнюка "Ой у лузі червона калина". Крім цього в першому варіанті музикального супроводу було використане 15- секундне звернення президента України Володимира Зеленського з закликом про мир та боротьбу до останнього, яке Міжнародний союз ковзанярів визнав політичною пропагандою та заборонив використовувати. В ритмічному танці виступали в футболках збірної України, де з сумою 67,70 балів посіли в підсумку 16 місце. Після виступу зал зустрічав фігуристів тривалими оваціями. З довільної програми знялись через неможливість поставити більш доречну до подій в країні програму.
Після закінчення сезону, оголосила про завершення спортивної кар'єри.

## Особисте життя
Батько — колишній футболіст Євгеній Назаров.
У вільний час Олександра займається йогою, закінчила курси з візажу та перукарства.
Вона активно ділиться подробицями свого життя з шанувальниками через офіційну сторінку в Instagram (aleksandralfs).
Також Олександра та Максим у вільний час допомагають своїм тренерам ставити спортивні програми для юніорів, у тому числі для чемпіонів України серед юніорів 2020 Марії Пінчук та Микити Погорєлова.

## Програми
| Сезон     | Ритмічний танець | Довільна програма | Показовий виступ                              |
| --------- | --- | --- | --------------------------------------------- |
| 2007–2008 | | - Caravan |                                               |
| 2009–2010 | - Український народний танець | - Hi-De-Ho у виконанні K7 - This Business of Love - Hey Pachuco |                                               |
| 2010–2011 | - Padam, padam автор Едіт Піаф - Tango of Love виконавець Едвін Мартон | - Swing виконує Diablo Swing Orchestra - O'Clock Blues автор Ерік Клептон - Swing set з фільму "Юрський період 5" |                                               |
| 2011–2012 | - Cha Cha: Chilly Cha Cha Джессіка Джей - Самба: Mujer Latina у виконанні Thalía | - Lacrymosa у виконанні Evanescence |                                               |
| 2012–2013 | - Gotta Broken Heart автор Волтер Траут - Swing set | - Gopher Mambo - Habanera - Malambo |                                               |
| 2013–2014 | - Man With the Hex у виконанні Atomic Fireballs - Mack the Knife автор Курт Вайл | - Cabaret у виконанні Фреда Ебба і Джона Кандера | - Love The Way You Lie Емінем та Ріанна       |
| 2014–2015 | Дорослий рівень - Фламенко: Street Dance від Didulia Юніорський рівень - Samba Vocalizado у виконанні Лучано Перроне - Румба: Perfidia автор Джон Алтман - Samba Vocalizado у виконанні Лучано Перроне | - Escalier автор Хьюг Ле Барс - Air автор Йоганн Себастьян Бах - Tango Tchack автор Юг Ле Барс | - Jalousie автор Джейкоб Гад                  |
| 2015–2016 | - Вальс: The Blue Danube - Марш: Марш Радецького автор Йоганн Штраус | - Фантазія № 3 ре мінор автор Вольфганг Амадей Моцарт |                                               |
| 2016–2017 | - Блюз: Only You (And You Alone) автор Бак Рам у виконанні The Platters - Swing: Tutti Frutti у виконанні Little Richard                                                                               | - Droit de cité автор Рафаель Бо (Саундтрек до фільму «Micmacs») - Sur le mesure автор Хьюг Ле Барс - Diabolique автор Рафаель Бо (Саундтрек до фільму «Micmacs»)                                                                                                |                                               |
| 2017–2018 | - Румба: Chivirico у виконанні Переза Прадо - Мамбо: Cu-cu-rru-cu-cu- paloma - Mambo: La Pantera Mambo (Саундтрек до фільму «Рожева Пантера») автор Генрі Манчіні                                      | - Hoist the Colours (саундтрек до фільму «Пірати Карибського моря: На краю світу») автора Ганс Циммер - Jack Sparrow - Wheel of Fortune (саундтрек до фільму «Пірати Карибського моря: Скриня мерця») Ганса Ціммера - Tune of Pirates Ентоні Ларссон, Тоні Браун |                                               |
| 2018–2019 | - Танго: Cell Block Tango - Фокстрот: Увертюра - Фокстрот: All That Jazz (з мюзикла Чикаго) у виконанні Фреда Ебба і Джона Кандера                                                                     | - The Nightclub-Dance Suite - At the Millionaire's Home Чарлі Чаплін - The Adventurer Чарлі Чаплін і Карл Девіс - Titine Чарлі Чаплін |                                               |
| 2019–2021 | - Квікстеп: Увертюра - Блюз: Увертюра (з мюзиклу 42-а вулиця) у виконанні Гаррі Воррен, Ал Дубін хореограф Сергій Петухов                                                                              | - Prima Donna - Après la Pluie - Steppe у виконанні Рене Аубрі хореограф Сергій Петухов | - Нч яка місячна Олег Винник                  |
| 2021–2022 | - Блюз: Hit the Road Jack Персі Мейфілд у виконанні Маріани, Донді, Іггі хореограф Сергій Петухов | - Rivederti автор Маріо Біонді - Backstage Romance (з мюзиклу Мулен Руж) у виконанні Рікі Рохаса, Робіна Хердера хореограф Сергій Петухов | - Les Yeux Noirs (темні очі) PomplamooseMusic |
| 2021–2022 | * Блюз:1944 у виконанні Джамали Ой у лузі червона калина у виконанні Андрія Хливнюка | - Rivederti автор Маріо Біонді - Backstage Romance (з мюзиклу Мулен Руж) у виконанні Рікі Рохаса, Робіна Хердера хореограф Сергій Петухов | - Les Yeux Noirs (темні очі) PomplamooseMusic |

## Спортивні результати

### Серед дорослих
| Міжнародні змагання                            | Міжнародні змагання | Міжнародні змагання | Міжнародні змагання | Міжнародні змагання | Міжнародні змагання | Міжнародні змагання | Міжнародні змагання | Міжнародні змагання |
| Змагання/ Сезон                                | 14–15               | 15–16               | 16–17               | 17–18               | 18-19               | 19-20               | 20-21               | 21-22               |
| ---------------------------------------------- | ------------------- | ------------------- | ------------------- | ------------------- | ------------------- | ------------------- | ------------------- | ------------------- |
| Зимові Олімпійські ігри                        |                     |                     |                     | 21                  |                     |                     |                     | 20                  |
| Чемпіонати світу                               | 17                  | 19                  | 15                  | 15                  | 20                  | Скас.               | 20                  | 16 (к)              |
| Чемпіонати Європи                              | 11                  |                     | 9                   | 11                  |                     | 10                  |                     | 10                  |
| Етап Гран-прі: Skate America                   |                     | 7                   |                     | 6                   | 8                   |                     |                     |                     |
| Етап Гран-прі: Trophée de France               |                     |                     | 7                   |                     |                     |                     |                     |                     |
| Етап Гран-прі: NHK Trophy                      |                     |                     | 6                   | 9                   |                     |                     |                     | 8                   |
| Етап Гран-прі: Rostelecom Cup                  | 7                   |                     |                     |                     |                     |                     | 6                   |                     |
| Етап Гран-прі: Progressive Skate America       |                     |                     |                     |                     |                     |                     |                     |                     |
| Серія Челенджера: Golden Spin                  | 4                   |                     | 6                   |                     |                     |                     |                     |                     |
| Серія Челенджера: Tallinn Trophy               |                     | 6                   |                     |                     |                     |                     |                     |                     |
| Серія Челенджера: Ice Star                     |                     |                     |                     | 4                   |                     |                     |                     |                     |
| Серія Челенджера: Lombardia                    |                     |                     |                     | 3                   |                     |                     |                     |                     |
| Серія Челенджера: U.S. Classic                 |                     | 4                   |                     |                     |                     |                     |                     |                     |
| Серія Челенджера: Warsaw Cup                   | 2                   |                     |                     | 3                   |                     |                     |                     |                     |
| Серія Челенджера: Budapest Trophy              |                     |                     |                     |                     |                     |                     | 1                   |                     |
| Серія Челенджера: Denis Ten Memorial Challenge |                     |                     |                     |                     |                     |                     |                     | 2                   |
| Універсіада                                    |                     |                     | 1                   |                     |                     |                     |                     |                     |
| Кубок Ніцци                                    |                     |                     | 3                   | 5                   |                     |                     |                     |                     |
| Ice Star                                       |                     |                     | 1                   |                     |                     |                     |                     |                     |
| Кубок Санта Клауса                             |                     |                     |                     | 1                   |                     |                     |                     |                     |
| Кубок Віктора Петренка                         |                     |                     |                     |                     |                     |                     |                     | 1                   |
| Командні змагання                              |                     |                     |                     |                     |                     |                     |                     |                     |
| Зимові Олімпійські ігри                        |                     |                     |                     |                     |                     |                     |                     | 10                  |
| Національні змагання                           |                     |                     |                     |                     |                     |                     |                     |                     |
| Чемпіонат України                              | 1                   |                     | 1                   | 1                   |                     | 1                   | 1                   | 1                   |

### Серед юніорів
| Міжнародні юніорські змагання             | Міжнародні юніорські змагання | Міжнародні юніорські змагання | Міжнародні юніорські змагання | Міжнародні юніорські змагання | Міжнародні юніорські змагання | Міжнародні юніорські змагання | Міжнародні юніорські змагання | Міжнародні юніорські змагання |
| Змагання/ Сезон                           | 07–08                         | 08-09                         | 09–10                         | 10–11                         | 11–12                         | 12–13                         | 13–14                         | 14–15                         |
| ----------------------------------------- | ----------------------------- | ----------------------------- | ----------------------------- | ----------------------------- | ----------------------------- | ----------------------------- | ----------------------------- | ----------------------------- |
| Юніорські чемпіонати світу                |                               |                               |                               |                               |                               | 11                            | 5                             | 3                             |
| Юнацькі Олімпійські ігри                  |                               |                               |                               |                               | 2                             |                               |                               |                               |
| Фінал юніорського Гран-прі                |                               |                               |                               |                               |                               |                               | 5                             |                               |
| Юніорський етап Гран-прі: Австрія         |                               |                               |                               | 11                            |                               | 5                             |                               |                               |
| Юніорський етап Гран-прі: Хорватія        |                               |                               |                               |                               |                               | 5                             |                               |                               |
| Юніорський етап Гран-прі: Чехія           |                               |                               |                               |                               |                               |                               |                               | 4                             |
| Юніорський етап Гран-прі: Естонія         |                               |                               |                               |                               |                               |                               | 2                             | 3                             |
| Юніорський етап Гран-прі: Польща          |                               |                               |                               |                               |                               |                               | 2                             |                               |
| Юніорський етап Гран-прі: Велика Британія |                               |                               |                               | 7                             |                               |                               |                               |                               |
| Volvo Open                                |                               |                               |                               |                               |                               |                               | 2 Ю                           |                               |
| Кубок Стамбула                            |                               |                               |                               |                               | 5 Ю                           |                               |                               |                               |
| NRW Trophy                                | 1 Н                           |                               | 1 Н                           | 10 Ю                          | 5 Ю                           | 7 Ю                           |                               |                               |
| Кубок Санти                               |                               |                               |                               |                               | 8 Ю                           | 1 Ю                           |                               |                               |
| Національні змагання                      |                               |                               |                               |                               |                               |                               |                               |                               |
| Чемпіонат України серед юніорів           |                               | 8                             | 5                             | 5                             | 2                             | 1                             |                               |                               |

## Найкращі результати за сезонами
| Міжнародні змагання | Міжнародні змагання | Міжнародні змагання | Міжнародні змагання | Міжнародні змагання | Міжнародні змагання | Міжнародні змагання | Міжнародні змагання | Міжнародні змагання | Міжнародні змагання | Міжнародні змагання | Міжнародні змагання | Міжнародні змагання | Міжнародні змагання | Міжнародні змагання | Міжнародні змагання |
| Сезон               | 07–08               | 08-09               | 09–10               | 10–11               | 11–12               | 12–13               | 13–14               | 14–15               | 15–16               | 16–17               | 17–18               | 18-19               | 19-20               | 20-21               | 21-22               |
| ------------------- | ------------------- | ------------------- | ------------------- | ------------------- | ------------------- | ------------------- | ------------------- | ------------------- | ------------------- | ------------------- | ------------------- | ------------------- | ------------------- | ------------------- | ------------------- |
| Бали                | 49,57               | 117,48              | 124,94              | 103,89              | 131,68              | 137,48              | 140,33              | 155,89              | 135,6               | 165,62              | 178,96              | 156,16              | 200,97              | 201,42              | 190,96              |

## Галерея

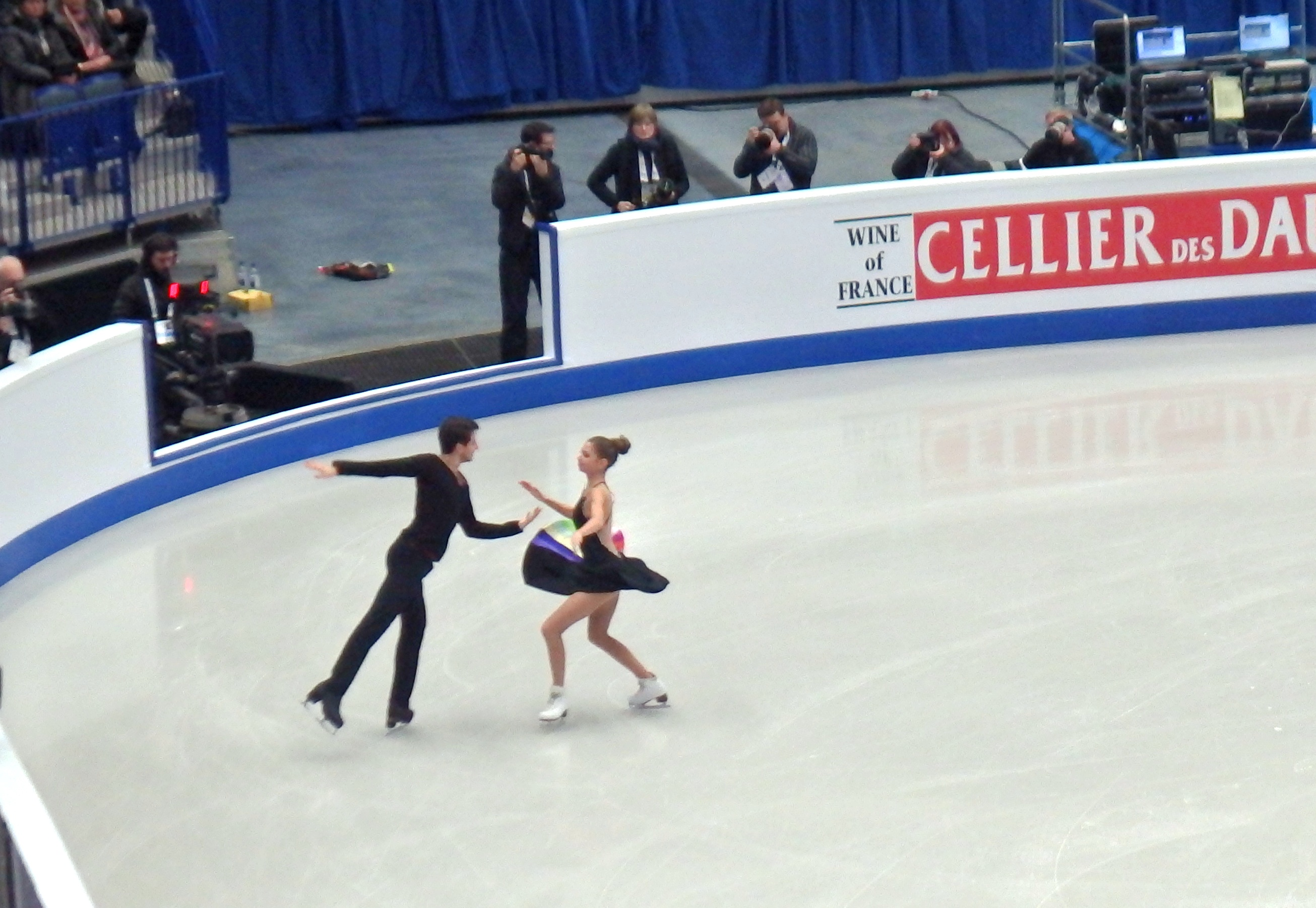
Олександра Назарова та Максим Нікітін на Чемпіонаті Європи з фігурного катання 2017 в Остраві, Чехії.
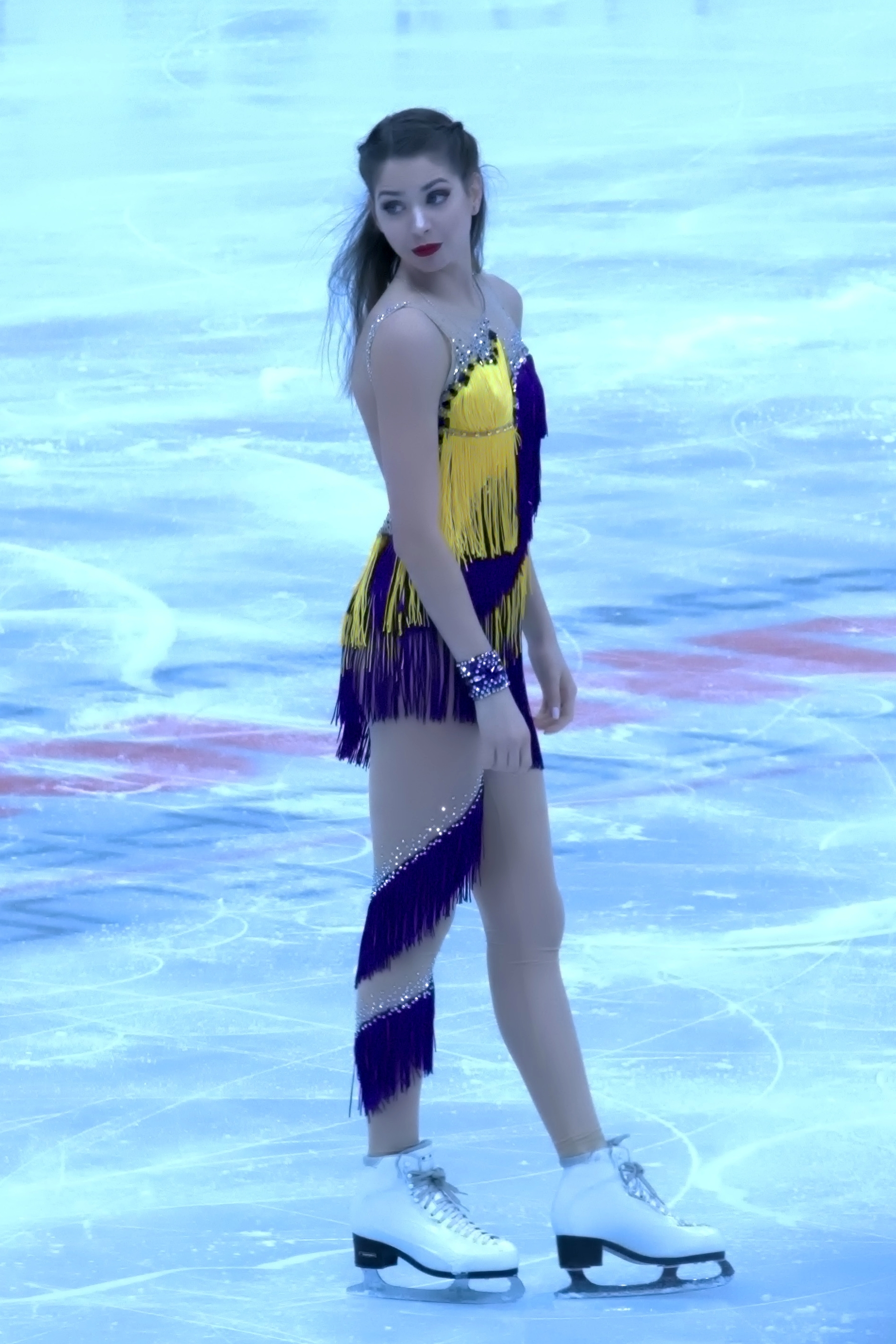
Олександра Назарова на Чемпіонаті Європи з фігурного катання 2018 в Москві, Росія. Ритм-танець.
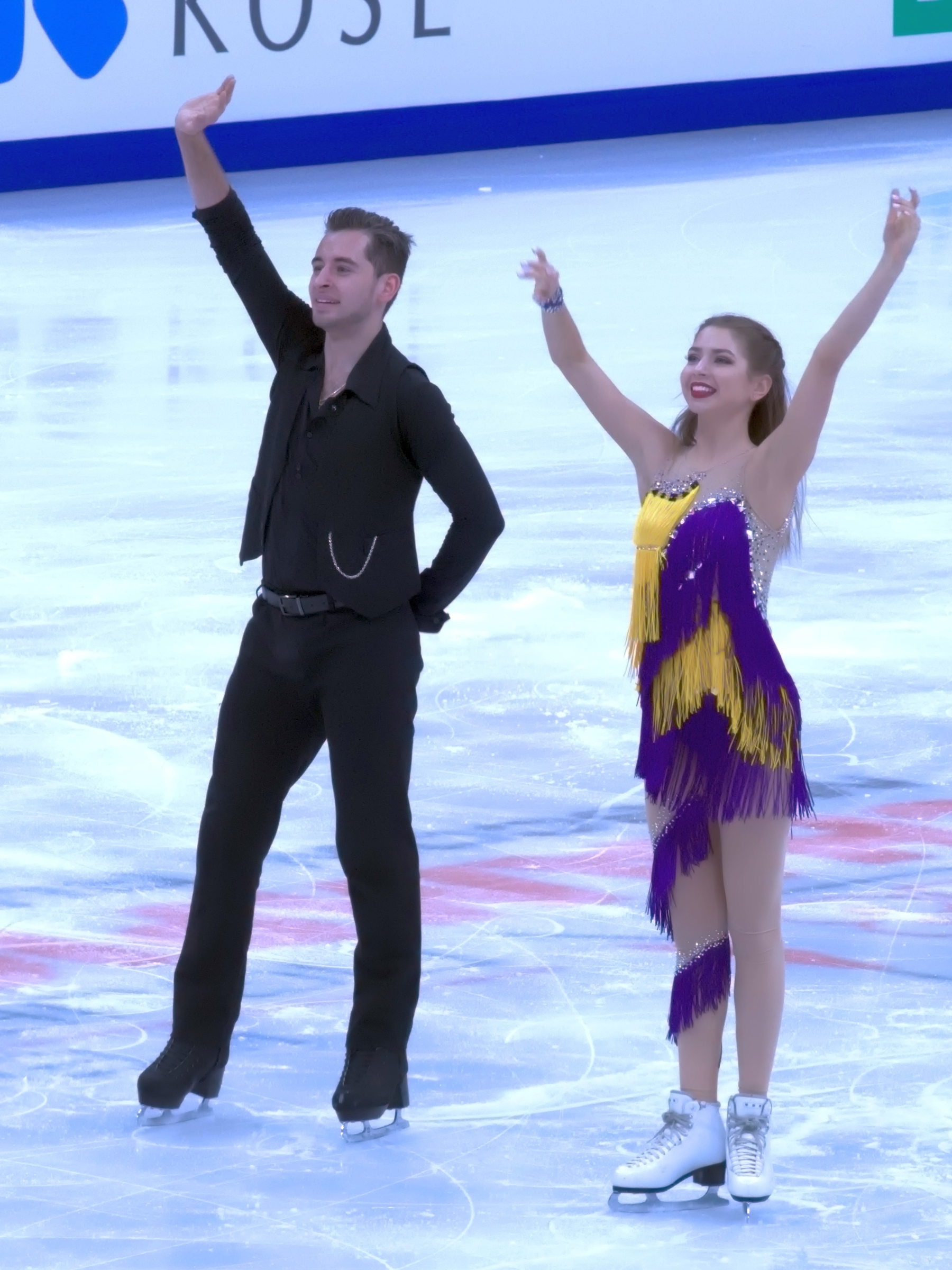
Олександра Назарова та Максим Нікітін на Чемпіонаті Європи з фігурного катання 2018 в Москві, Росія. Ритм-танець.
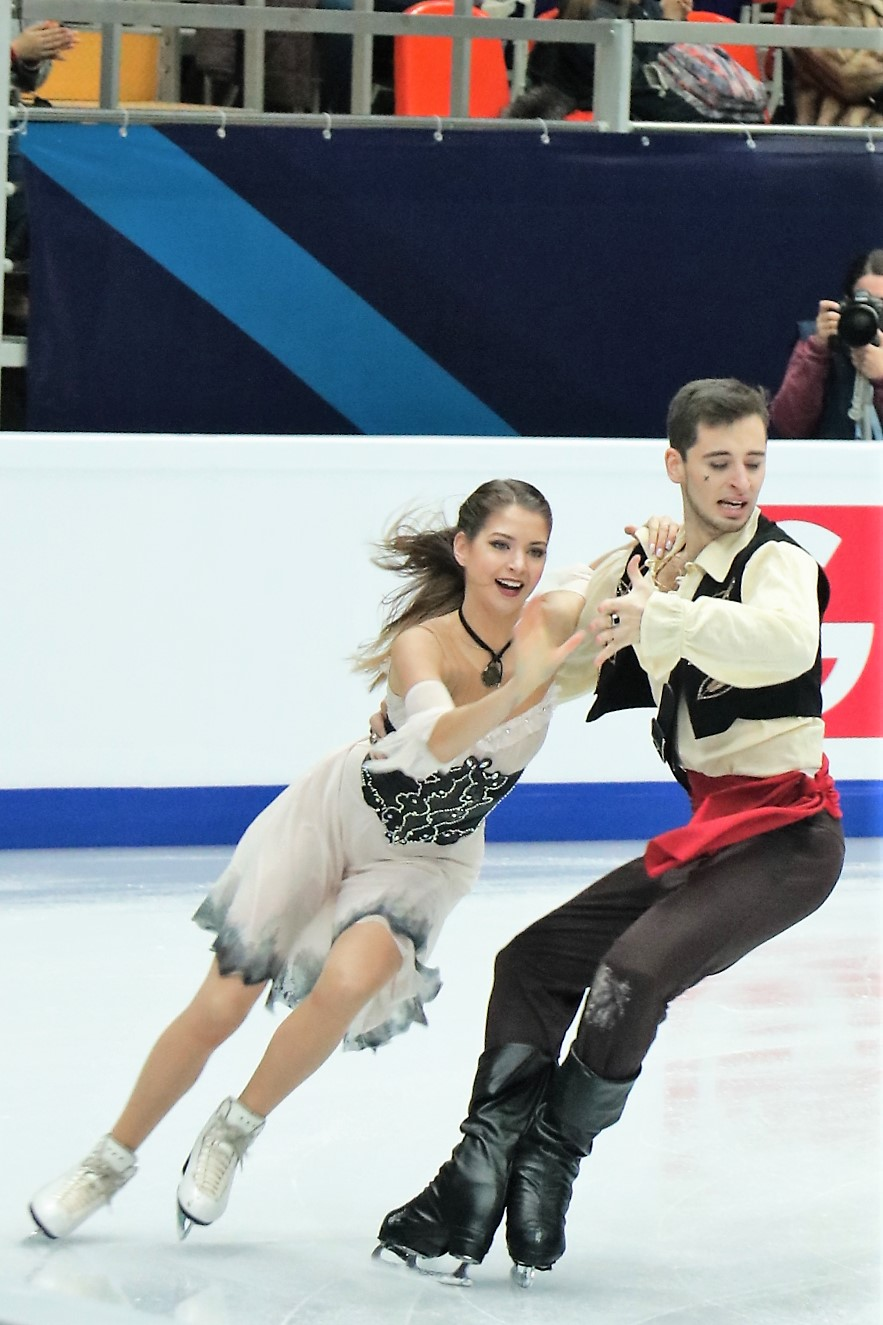
Олександра Назарова та Максим Нікітін на Чемпіонаті Європи з фігурного катання 2018 в Москві, Росія. Довільна програма.